# Josef Klarer
Josef Klarer (* 10. Januar 1898 in München; † 21. Juni 1953 in Wuppertal-Elberfeld) war ein deutscher Chemiker, bekannt für die Entwicklung von Sulfonamiden.
Klarer studierte ab 1918 zunächst Maschinenbau und dann ab 1920 Chemie an der TH München, an der er 1926 bei Hans Fischer promoviert wurde. 1927 ging er an das Pharmazeutische Labor der I.G. Farben in Elberfeld. 
Ab 1927 befasste er sich mit Fritz Mietzsch mit der pharmazeutischen Wirkung von Azofarbstoffen, was 1932 zur Entwicklung der Sulfonamide unter Mitwirkung von Gerhard Domagk führte (1937 ausgezeichnet mit der Emil-Fischer-Medaille). Das erste Sulfonamid kam 1935 als Prontosil auf den Markt. Klarer war auch an der Suche weiterer Sulfonamide beteiligt wie 1935 Uliron gegen Gonokokken, 1938 Marfanil und 1943/44 Marbadal.